# Monte Leña
Monte Leña é um município da província de Córdova, na Argentina.